# Chemin (Jura)
Chemin ist eine französische Gemeinde mit 317 Einwohnern (Stand 1. Januar 2022) im Département Jura in der Region Bourgogne-Franche-Comté. Sie  gehört zum Arrondissement Dole und zum Kanton Tavaux. Chemin ist außerdem Mitglied des Gemeindeverbandes Communauté de communes de la Plaine Jurassienne. Die Nachbargemeinden sind Saint-Loup im Norden, Peseux im Nordosten, Longwy-sur-le-Doubs im Osten, Petit-Noir im Süden und Annoire im Westen.

## Weblinks

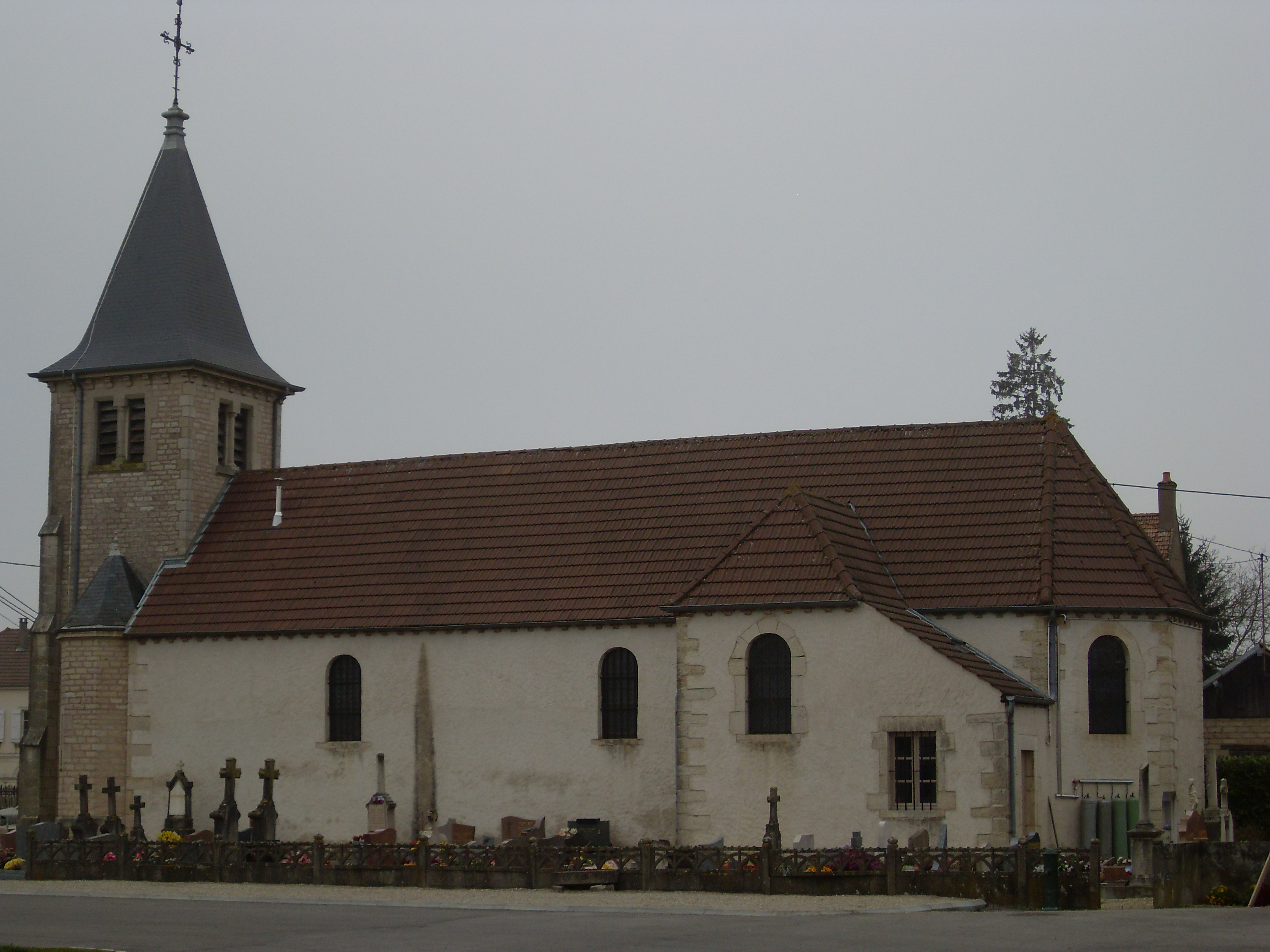
Kirche Saint-Georges

## Bevölkerungsentwicklung
| Jahr                       | 1962 | 1968 | 1975 | 1982 | 1990 | 1999 | 2006 | 2017 |
| Einwohner                  | 295  | 317  | 294  | 333  | 383  | 380  | 358  | 343  |
| Quellen: Cassini und INSEE |      |      |      |      |      |      |      |      |